# Reprise Records
Reprise Records er et amerikansk pladeselskab, der er ejet af Warner Music Group og styret af Warner Bros. Records. Det blev startet i 1960 af Frank Sinatra for at skabe mere kunstnerisk frihed.
Reprise Records udgiver musik for bl.a. Smashing Pumpkins, Green Day, Fleetwood Mac, Neil Young, Zwan, Depeche Mode, m.m.